# 2021 a vasúti közlekedésben
Ez a szócikk a 2021-ben történt vasúti eseményeket mutatja be.

## Események
- május 10. Spanyolország Az SNCF leányvállalata, az Ouigo España elindította diszkont nagysebességű vasúti szolgáltatását a Madrid-Barcelona nagysebességű vasútvonalon.[1]
- június 23. -  Spanyolország A Renfe elindította az Avlo fapados nagysebességű vasúti személyszállítási szolgáltatását a Madrid–Barcelona nagysebességű vasútvonalon.[1]
- Augusztus 4. -  Csehország  vasúti baleset történt Milavče közelében.
- Augusztus 23. -  Törökország Megnyílt az Ankara–Konya nagysebességű vasútvonal.
- December 6. -  Kína - Megnyílt a Mudanjiang-Csiamusze nagysebességű vasútvonal Kínában.[2]
- December 11.  Németország - Elkészült a Karlsruhe Stadtbahn városközpont alatti alagútja.[3]